# Plopu (okręg Gorj)
Plopu – wieś w Rumunii, w okręgu Gorj, w gminie Hurezani. W 2011 roku liczyła 216 mieszkańców.